# Odontophorus guttatus
Az Odontophorus guttatus a madarak osztályának tyúkalakúak (Galliformes) rendjébe és a fogasfürjfélék (Odontophoridae) családjába tartozó faj.

## Rendszerezése
A fajt John Gould angol ornitológus  írta le 1838-ban, az Ortyx nembe Ortyx guttata néven.

## Előfordulása
Mexikó déli részén, Belize, Costa Rica, Guatemala, Honduras, Nicaragua és Panama területén honos. A természetes élőhelye szubtrópusi és trópusi síkvidéki és hegyi esőerdők.

## Megjelenése
Testhossza 23–28 centiméter, a hím testtömege 314 gramm, a tojó 294 gramm.

## Külső hivatkozások
- Képek az interneten a fajról
- Internet Bird Collection - videók a fajról
- Xeno-canto.org - a faj hangja